# Крёйзе, Ханс
Ханс Тьеббе Крёйзе (нидерл. Hans Tjebbe Kruize, 23 мая 1954, Гаага, Нидерланды) — нидерландский хоккеист (хоккей на траве), полузащитник.

## Биография
Ханс Крёйзе родился 17 ноября 1952 года в нидерландском городе Гаага.
Играл в хоккей на траве за «Гаагу» и «Клейн Звитсерланд» из Гааги.
2 мая 1974 года дебютировал в сборной Нидерландов в первом матче чемпионата Европы в Мадриде против Португалии.
В 1976 году вошёл в состав сборной Нидерландов по хоккею на траве на летних Олимпийских играх в Монреале, занявшей 4-е место. Играл на позиции полузащитника, провёл 6 матчей, забил 2 мяча (по одному в ворота сборных Индии и Австралии).
В 1984 году вошёл в состав сборной Нидерландов по хоккею на траве на летних Олимпийских играх в Лос-Анджелесе, занявшей 6-е место. Играл на позиции полузащитника, провёл 7 матчей, мячей не забивал.
После Олимпиады за сборную не играл.
В течение карьеры провёл за сборную Нидерландов 99 матчей, забил 14 мячей.

## Семья
Ханс Крёйзе — член хоккейной династии. Отец Рупи Крёйзе (1925—1992) выступал за сборную Нидерландов по хоккею на траве, в 1948 году завоевал бронзу на летних Олимпийских играх в Лондоне, в 1952 году — серебро на летних Олимпийских играх в Хельсинки. Впоследствии был главным тренером сборной.
Братья Тис Крёйзе (род. 1952) и Хидде Крёйзе (род. 1961) выступали за сборную Нидерландов. Тис участвовал в летних Олимпийских играх 1972 и 1984 годов, Хидде — 1984 и 1988 годов. Хидде Крёйзе завоевал в 1988 году бронзовую медаль.
Сестра Элске Дейкстра-Крёйзе (1956—2008) также играла за женскую сборную Нидерландов, но в 19 лет была вынуждена завершить карьеру после пересадки почки. Впоследствии работала стоматологом.
Дядя Геррит Крёйзе (1923—2009) эмигрировал в США и в 1956 году играл за американскую сборную на летних Олимпийских играх в Мельбурне. Тётя Ханса Крёйзе, сестра Рупи и Геррита, также выступала за сборную страны.